# ビーバー郡 (ユタ州)
ビーバー郡（ビーバーぐん、英: Beaver County）は、アメリカ合衆国ユタ州の南西部に位置する郡である。2010年国勢調査での人口は6,629人であり、2000年の6,005人から10%増加した。郡庁所在地はビーバー市（人口3,112人）であり、同郡で人口最大の都市でもある。1856年に設立され、郡名は地域に豊富にいた北アメリカビーバーから名付けられた。

## 歴史
探検家が最初に現在のビーバー郡地域を訪れたのは1776年のドミンゲス・エスカランテ遠征隊だった。ビーバー郡は1856年1月5日にユタ準州議会により、アイアン郡の一部から設立された。このとき末日聖徒イエス・キリスト教会開拓者がビーバー市を設立していた。

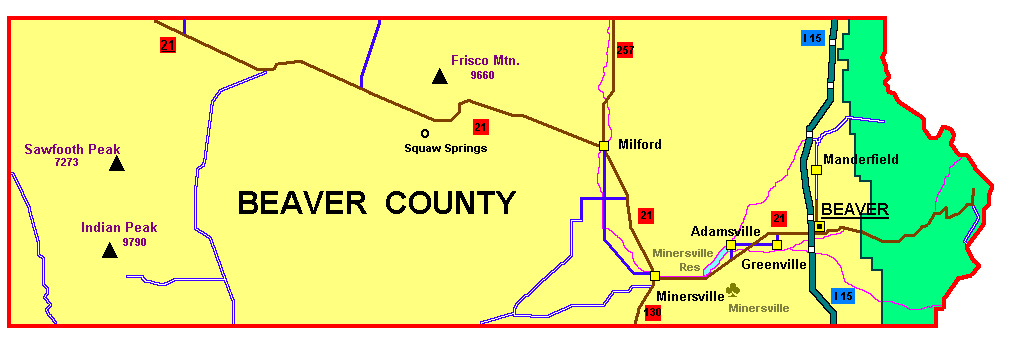
郡内の詳細

## 地理
アメリカ合衆国国勢調査局に拠れば、郡域全面積は2,592平方マイル (6,713.2 km2)であり、このうち陸地は2,590平方マイル (6,708.1 km2)、水域は2平方マイル (5.2 km2)で水域率は0.09％である。トゥシャー山脈が郡の東部境にあり、その標高は12,000フィート (3,700 m) にも達し、豊富な水をビーバーやマンダーフィールドのような農業地帯に供給している。郡の西部は広い不毛の砂漠の谷が広がり、その間にビャクシン属の樹がまばらに生える山脈がある。

### 隣接する郡
- リンカーン郡 (ネバダ州) - 西
- ミラード郡 - 北
- アイアン郡 - 南
- セビア郡 - 東
- パイユート郡 - 東

### 国立保護地域
- フィッシュレイク国立の森（部分）

## 人口動態

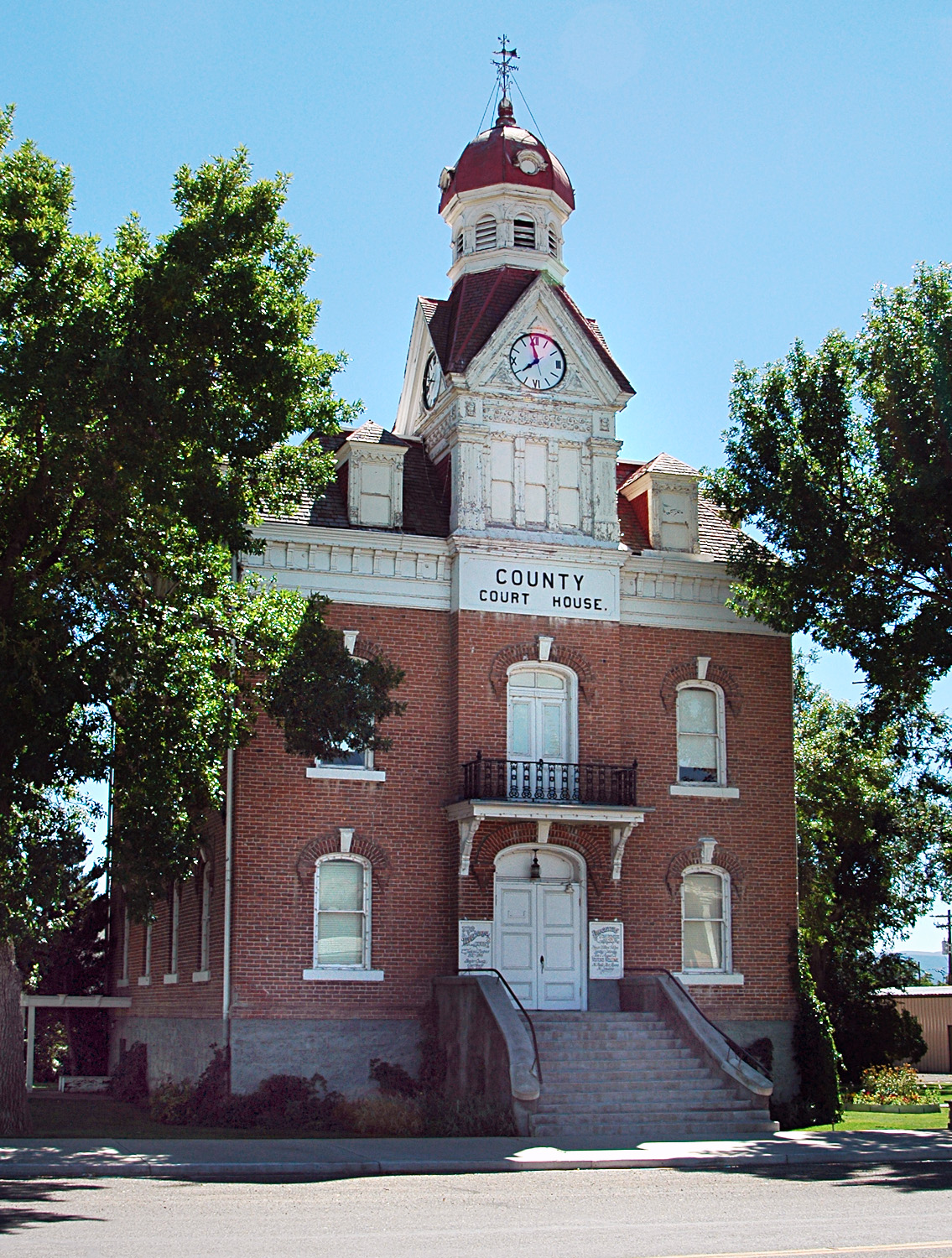
昔のビーバー郡庁舎

以下は2010年の国勢調査による人口統計データである。
| 基礎データ - 人口: 6,629人 - 世帯数: 2,265 世帯 - 家族数: 1,697 家族 - 人口密度: 1人/km2（2.56人/mi2） - 住居数: 2,908軒 - 住居密度: 0.43軒/km5（1,12軒/mi2） 人種別人口構成 - 白人: 89.0% - アフリカン・アメリカン: 0.24% - ネイティブ・アメリカン: 1.14% - アジア人: 1.05% - 太平洋諸島系: 0.28% - その他の人種: 6.86% - 混血: 1.4% - ヒスパニック・ラテン系: 10.8% 年齢別人口構成 - 20歳未満: 36.72% - 20-24歳: 4.21% - 25-44歳: 24.09% - 45-64歳: 22.43% - 65歳以上: 12.558% - 年齢の中央値: 31.9歳 - 性比（女性100人あたり男性の人口） - 総人口: 106.00 - 18歳以上: 105.93 | 世帯と家族（対世帯数） - 18歳未満の子供がいる: 32.05% - 結婚・同居している夫婦: 63.22% - 未婚・離婚・死別女性が世帯主: 7.2% - 非家族世帯: 25.08% - 単身世帯: 22.12% - 65歳以上の老人1人暮らし: 9.62% - 平均構成人数 - 世帯: 2.92人 - 家族: 3.44人 収入と家計 - 収入の中央値 - 世帯: 38,139米ドル - 家族: 42,655米ドル - 性別 - 男性: 33,621米ドル - 女性: 21,394米ドル - 人口1人あたり収入: 12,790米ドル - 貧困線以下 - 対人口: 10.4% - 対家族数: 7.9% - 18歳未満: 10.7% - 65歳以上: 14.5% |

## 都市と町
- ビーバー - 郡庁所在地
- グリーンビル
- ミルフォード
- マイナーズビル